# Đảo Minoo
Đảo Minoo là một hòn đảo của Iran  nằm trong vịnh Ba Tư. Đảo này thuộc tỉnh Khuzestan ở miền tây nam Iran và gần thành phố Abadan.
Nó nằm ở tỉnh Khuzestan, ở phía tây của đất nước, 700 km về phía nam của thủ đô Tehran.
Trong khu vực này là khí hậu sa mạc nóng. Nhiệt độ trung bình hàng năm trong khu vực là 27 °C. Tháng nóng nhất là tháng bảy, khi nhiệt độ trung bình là 36 °C, và lạnh nhất là tháng 1, với 14 °C.. Lượng mưa trung bình hàng năm là 220 mm. Tháng ẩm ướt nhất là tháng mười một, với trung bình 68 mm lượng mưa và khô nhất là 1 mm vào tháng 6.